# Isatis boissieriana
Isatis boissieriana là một loài thực vật có hoa trong họ Cải. Loài này được Rchb. f. mô tả khoa học đầu tiên năm 1876.